# Jean Ducos de La Haille
Jean Charles Ducos de La Haille, né le 29 novembre 1926 à Nancy et mort le 8 février 1985 dans le 16e arrondissement de Paris, est un joueur français de tennis.

## Carrière
Membre de l'équipe de France de Coupe Davis en 1953 et 1954, Jean Ducos de La Haille joue six matchs de double avec Paul Rémy, obtenant notamment la seconde année une victoire sur la paire Nielsen-Ulrich en demi-finale Européenne à Copenhague. En finale au stade Roland-Garros, il perd sa rencontre face aux suédois Davidson-Johansson.
S'il pris part à une tournée internationale en 1950, marquée par un titre en double avec Robert Abdesselam aux Internationaux du Canada, il a disputé essentiellement des tournois français, obtenant des victoires à Dinard contre Jean Lesueur, Dinan sur Henri Cochet ou encore Bordeaux face à Henri Bolelli. En 1951, il bat Frank Sedgman lors de la rencontre annuelle France - Royaume-Uni (0-6, 6-3, 6-4). Lors des Internationaux de France de tennis 1954, il écarte au second tour le jeune Ashley Cooper lors de sa première venue en Europe.
Il fut par la suite entraîneur pendant de nombreuses années au stade Jean-Bouin.

## Parcours dans les tournois duGrand Chelem

### En simple
| Année | Open d'Australie | Open d'Australie | Internationaux de France | Internationaux de France | Wimbledon       | Wimbledon      | US Open         | US Open     |
| ----- | ---------------- | ---------------- | ------------------------ | ------------------------ | --------------- | -------------- | --------------- | ----------- |
| 1947  | —                | —                | 3e tour (1/16)           | Mario Belardinelli       | —               | —              | —               | —           |
| 1948  | —                | —                | 2e tour (1/32)           | Lennart Bergelin         | 1er tour (1/64) | Bobby Meredith | —               | —           |
| 1949  | —                | —                | —                        | —                        | 1er tour (1/64) | A. Ádám-Stolpa | —               | —           |
| 1950  | —                | —                | 2e tour (1/32)           | Harry Hopman             | 2e tour (1/32)  | Derek Bull     | 1er tour (1/32) | James Brink |
| 1951  | —                | —                | 1er tour (1/64)          | Vladimír Černík          | —               | —              | —               | —           |
| 1952  | —                | —                | —                        | —                        | —               | —              | —               | —           |
| 1953  | —                | —                | 3e tour (1/16)           | Jaroslav Drobný          | —               | —              | —               | —           |
| 1954  | —                | —                | 3e tour (1/16)           | Arthur Larsen            | —               | —              | —               | —           |

N.B. : à droite du résultat se trouve le nom de l'ultime adversaire.